# Hans Salinas
Hans Francisco Salinas Flores (Santiago, Chile, 23 de abril de 1990) es un futbolista chileno. Juega de lateral izquierdo y su equipo actual es Deportes Iquique de la Primera División de Chile. Fue pieza clave en la campaña que llevó a su club a lograr el ascenso a la Primera División de Chile y actualmente es el capitán del equipo en esta categoría.
A nivel personal, destaca por ser un líder positivo dentro del equipo y por mantener buenas relaciones con sus compañeros, medios de prensa e hinchada, siendo uno de los futbolistas más valorados y respetados en el medio futbolístico chileno.

## Trayectoria
Jugó tres encuentros por la Selección de fútbol sub-17 en 2007.
Debutó en el primer equipo de Cobresal en 2009, proveniente de sus divisiones inferiores. Tuvo pasos por la Universidad de Concepción y La Serena para luego llegar a Deportes Iquique, club donde milita en la actualidad y del que se ha convertido en referente.

## Clubes
| Club                      | País  | Año       |
| ------------------------- | ----- | --------- |
| Cobresal                  | Chile | 2008-2014 |
| Universidad de Concepción | Chile | 2015-2016 |
| Deportes La Serena        | Chile | 2016-2017 |
| Deportes Iquique          | Chile | 2017-Act. |

## Estadísticas
Datos actualizados al último partido jugado el 21 de junio de 2025.
| Club                              |               | Temporada     | Liga  | Liga   | Liga  | Copas nacionales | Copas nacionales | Copas nacionales | Torneos internacionales | Torneos internacionales | Torneos internacionales | Total | Total  | Total |
| Club                              | Part.         | Temporada     | Goles | Asist. | Part. | Goles            | Asist.           | Part.            | Goles                   | Asist.                  | Part.                   | Goles | Asist. |       |
| --------------------------------- | ------------- | ------------- | ----- | ------ | ----- | ---------------- | ---------------- | ---------------- | ----------------------- | ----------------------- | ----------------------- | ----- | ------ | ----- |
| Cobresal · Chile                  | 1.ª           | 2008          | 1     | 0      | 0     | —                | —                | —                | —                       | —                       | —                       | 1     | 0      | 0     |
| Cobresal · Chile                  | 1.ª           | 2009          | 26    | 0      | 0     | —                | —                | —                | —                       | —                       | —                       | 26    | 0      | 0     |
| Cobresal · Chile                  | 1.ª           | 2010          | 33    | 4      | 6     | —                | —                | —                | —                       | —                       | —                       | 33    | 4      | 6     |
| Cobresal · Chile                  | 1.ª           | 2011          | 23    | 2      | 3     | —                | —                | —                | —                       | —                       | —                       | 23    | 2      | 3     |
| Cobresal · Chile                  | 1.ª           | 2012          | 0     | 0      | 0     | —                | —                | —                | —                       | —                       | —                       | 0     | 0      | 0     |
| Cobresal · Chile                  | 1.ª           | 2013          | 9     | 2      | 1     | 4                | 1                | 0                | —                       | —                       | —                       | 13    | 3      | 1     |
| Cobresal · Chile                  | 1.ª           | 2014          | 32    | 4      | 1     | 5                | 2                | 0                | 2                       | 0                       | 1                       | 39    | 6      | 2     |
| Cobresal · Chile                  | Total club    | Total club    | 124   | 12     | 11    | 9                | 3                | 0                | 2                       | 0                       | 1                       | 135   | 15     | 12    |
| Universidad de Concepción · Chile | 1.ª           | 2015          | 12    | 2      | 2     | 4                | 0                | 0                | —                       | —                       | —                       | 16    | 2      | 2     |
| Universidad de Concepción · Chile | Total club    | Total club    | 12    | 2      | 2     | 4                | 0                | 0                | 0                       | 0                       | 0                       | 16    | 2      | 2     |
| Deportes La Serena · Chile        | 2.ª           | 2016          | 14    | 0      | 0     | 4                | 0                | 0                | —                       | —                       | —                       | 18    | 0      | 0     |
| Deportes La Serena · Chile        | 2.ª           | 2017          | 12    | 3      | 0     | —                | —                | —                | —                       | —                       | —                       | 12    | 3      | 0     |
| Deportes La Serena · Chile        | Total club    | Total club    | 26    | 3      | 0     | 4                | 0                | 0                | 0                       | 0                       | 0                       | 30    | 3      | 0     |
| Deportes Iquique · Chile          | 1.ª           | 2017          | 10    | 0      | 0     | 2                | 1                | 0                | 2                       | 0                       | 0                       | 14    | 1      | 0     |
| Deportes Iquique · Chile          | 1.ª           | 2018          | 28    | 4      | 5     | 2                | 1                | 0                | —                       | —                       | —                       | 30    | 5      | 5     |
| Deportes Iquique · Chile          | 1.ª           | 2019          | 5     | 0      | 0     | —                | —                | —                | —                       | —                       | —                       | 5     | 0      | 0     |
| Deportes Iquique · Chile          | 1.ª           | 2020          | 29    | 5      | 2     | —                | —                | —                | —                       | —                       | —                       | 29    | 5      | 2     |
| Deportes Iquique · Chile          | 2.ª           | 2021          | 28    | 6      | 6     | 3                | 0                | 0                | —                       | —                       | —                       | 31    | 6      | 6     |
| Deportes Iquique · Chile          | 2.ª           | 2022          | 28    | 4      | 3     | 1                | 0                | 0                | —                       | —                       | —                       | 29    | 4      | 3     |
| Deportes Iquique · Chile          | 2.ª           | 2023          | 27    | 4      | 0     | 1                | 0                | 0                | —                       | —                       | —                       | 28    | 4      | 0     |
| Deportes Iquique · Chile          | 1.ª           | 2024          | 19    | 2      | 3     | 3                | 0                | 0                | —                       | —                       | —                       | 22    | 2      | 3     |
| Deportes Iquique · Chile          | 1.ª           | 2025          | 8     | 0      | 1     | 3                | 0                | 1                | 5                       | 0                       | 0                       | 16    | 0      | 2     |
| Deportes Iquique · Chile          | Total club    | Total club    | 182   | 25     | 20    | 15               | 2                | 1                | 7                       | 0                       | 0                       | 204   | 27     | 21    |
| Total carrera                     | Total carrera | Total carrera | 344   | 42     | 33    | 32               | 5                | 1                | 9                       | 0                       | 1                       | 385   | 47     | 35    |
| 1. 2. 3.                          |               |               |       |        |       |                  |                  |                  |                         |                         |                         |       |        |       |

## Palmarés
Campeonatos nacionales
| Título     | Club                      | País  | Año     |
| ---------- | ------------------------- | ----- | ------- |
| Copa Chile | Universidad de Concepción | Chile | 2014-15 |